# Espadon
Xiphias gladius
Pour les articles homonymes, voir Espadon (homonymie).
Famille
Genre
Espèce
Statut de conservation UICN

NT : Quasi menacé

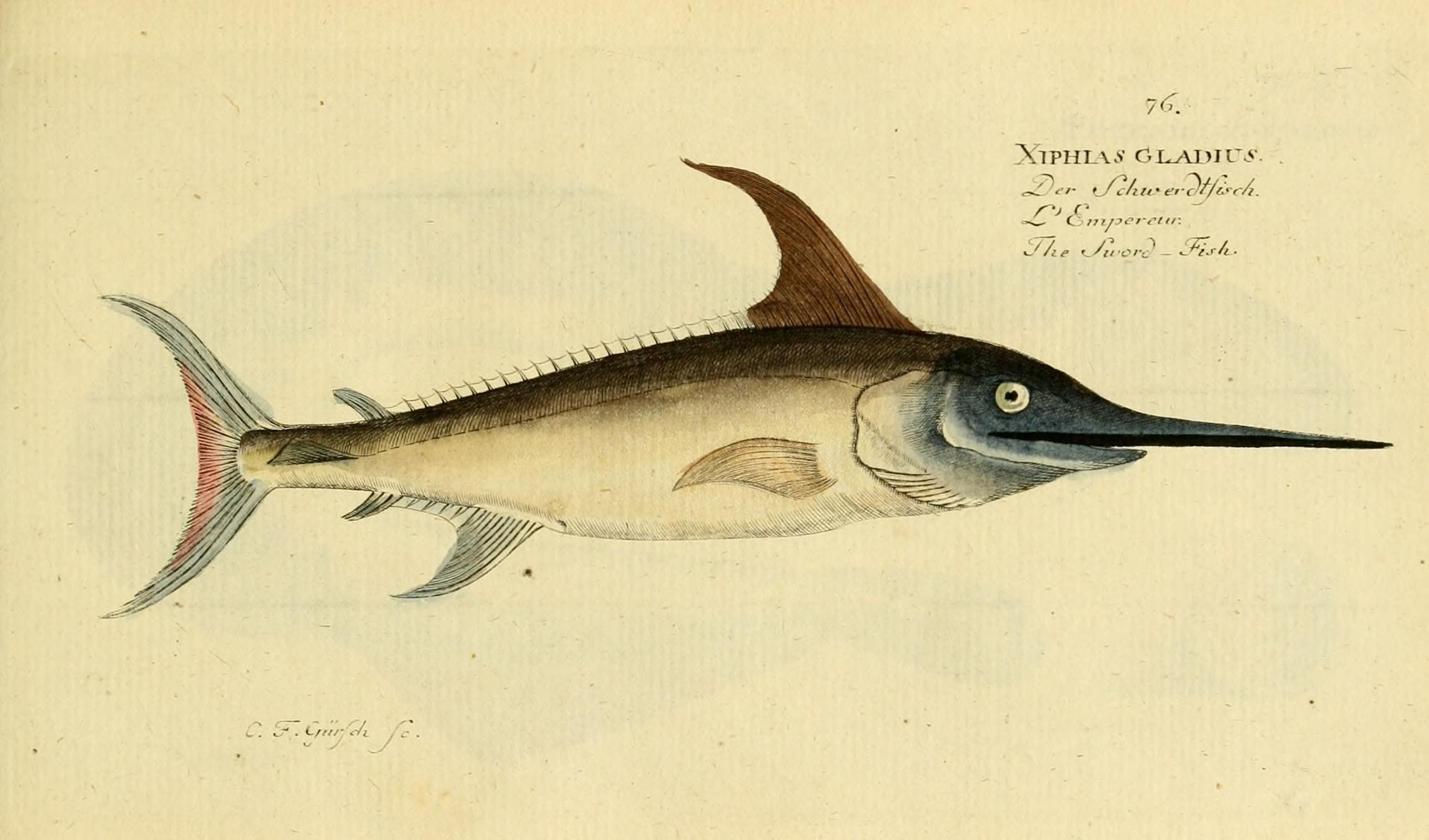
Espadon dans une illustration de 1796

L'espadon (Xiphias gladius) est une espèce de poissons pélagiques des mers tropicales et tempérées, unique représentant de la famille des Xiphiidés. Il peut dépasser les deux mètres de long et peser plus de cent kg. Il possède un long « bec » (le rostre) plutôt aplati qui représente le tiers de la longueur totale de l'animal. L'espadon se nourrit de calmars et de poissons. Sa vitesse de pointe est de l'ordre de 40 km/h.

## Étymologie
Le nom scientifique Xiphias gladius vient du grec ξίφος (xífos) et du latin gladius qui signifient tous deux « épée ». Le nom vernaculaire « espadon » vient de l'italien spadone qui signifie « grande épée ». Il est nommé swordfish en anglais, Schwertfisch en allemand, pesce spada en italien et pez espada en espagnol, soit littéralement « poisson-épée ».
Dans les pays francophones, l'espadon est aussi appelé « espadron » aux Seychelles et « poisson porte-épée » en Mauritanie.

## Description

### Anatomie
De forme allongée et cylindrique, l'espadon se reconnaît aisément par son très long rostre (« épée ») caractéristique, d'une longueur comparable à celle du corps,. Cet attribut lui donne des airs de ressemblance avec les marlins (famille des Istiophoridés) bien que leur physiologie soit assez différente (le rostre des marlins est beaucoup plus court) et qu'ils n'appartiennent pas à la même famille.
Sa couleur varie d'un brun noir sur sa partie dorsale à un brun plus clair sur sa partie ventrale. Ses nageoires sont brunes ou brun noir.
Il peut mesurer jusqu'à 455 cm de longueur et atteindre les 537 kg. Son espérance de vie est d'une dizaine d'années en mer Méditerranée mais peut aller jusqu'à quinze ans.

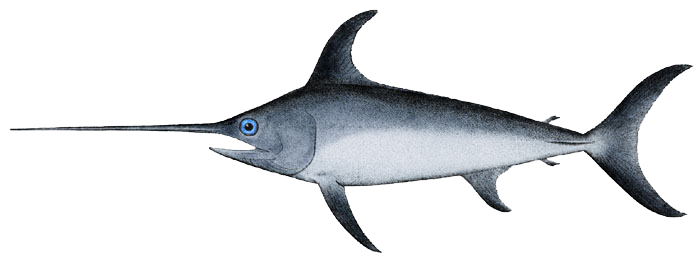
Espadon - Xiphias gladius.
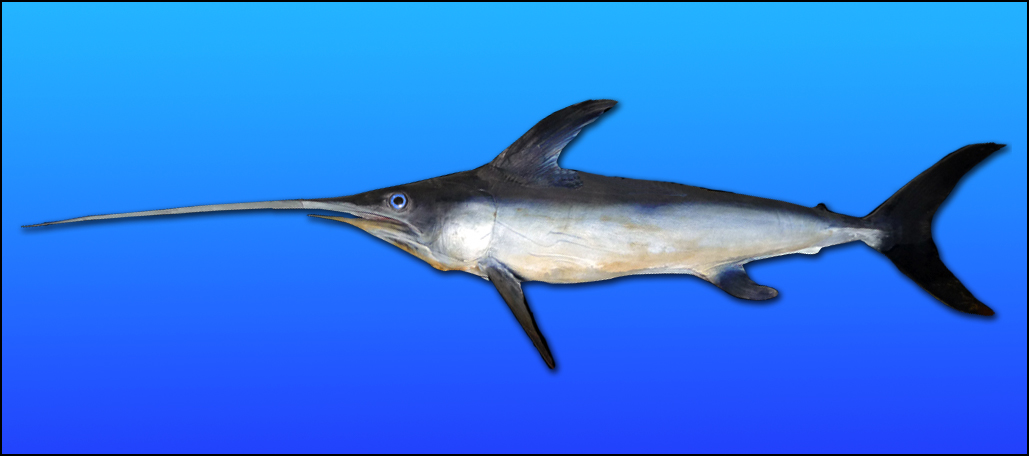
Espadon à large bec - Xiphias gladius.
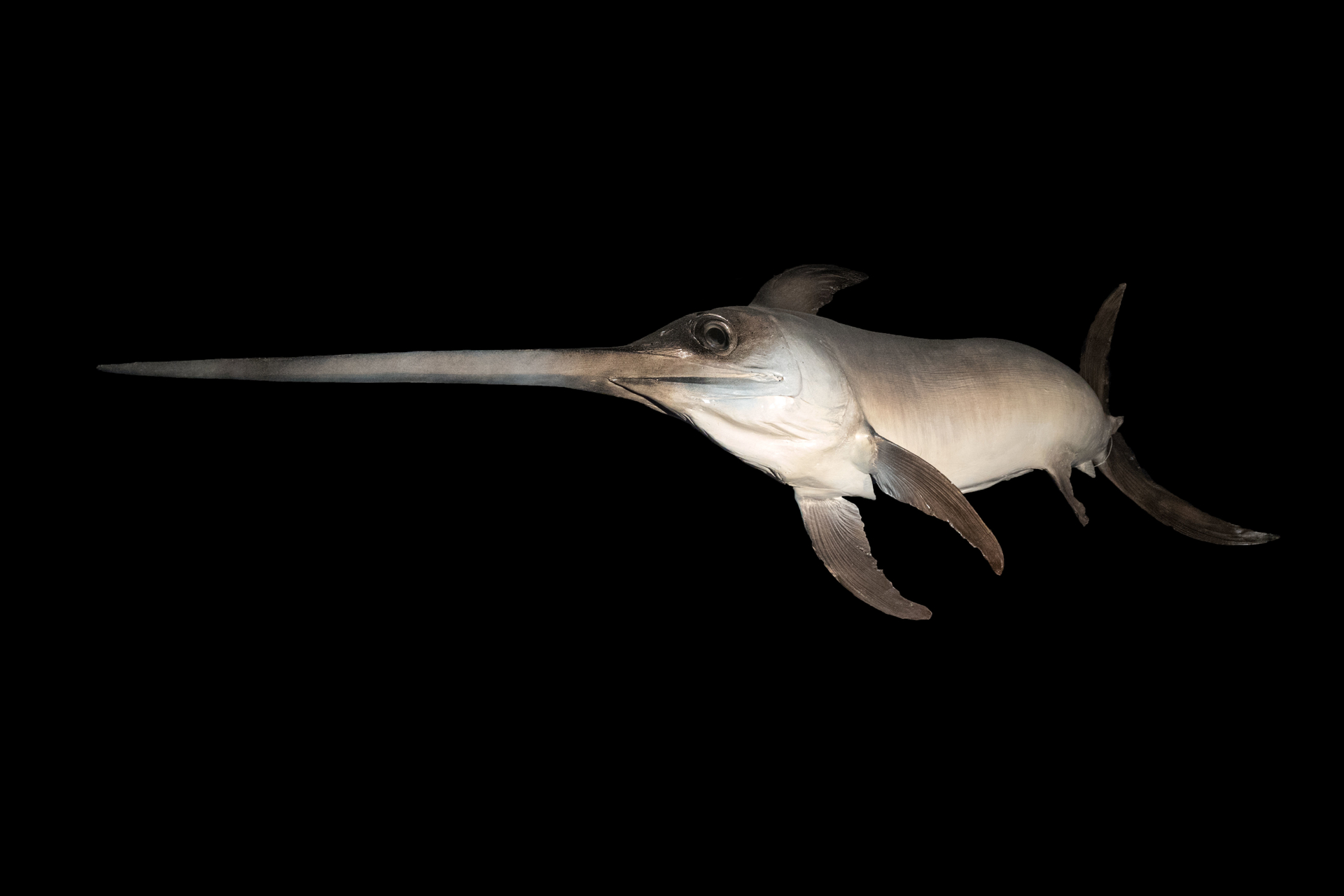
Xiphias gladius Linnaeus.

### Différence avec les marlins
L'espadon se distingue des Istiophoridés par son rostre aplati et non conique, l'absence de dents et d'écailles visibles chez l'adulte, des nageoires dorsales et anales distinctement séparées chez l'adulte, l'absence de nageoires pelviennes et la présence d'une seule carène latérale de chaque côté du pédoncule caudal,,. De plus, l’œil de l'espadon est très grand, en conformité avec sa prédation essentiellement nocturne et sa tendance à descendre plus bas que les marlins dans la colonne d'eau.
La peau des espadons diffère beaucoup de celle des marlins, qui chez l'adulte présente des protubérances en forme de V [écailles osseuses],, alors que la peau de l'espadon adulte apparait lisse car ses écailles sont profondément encastrées dans le derme,. 

### Physiologie
Bien qu'étant un animal ectotherme, l'espadon possède un organe spécial près des yeux qui lui permet de réchauffer ses yeux et son cerveau de 10 à 15 °C par rapport à la température de l'eau. Ce réchauffement permettrait de grandement améliorer sa vision, et donc sa capacité de prédation. Un tel mécanisme n'est recensé que sur quelques espèces de poissons prédateurs tels le marlin, le thon et certains requins.
Comme souvent chez les grands pélagiques, l'espadon est prédisposé à la nage rapide. Toutefois, contrairement aux Thonidés qui possèdent un fort pourcentage de muscles rouges propices à une nage soutenue, l'espadon possède un plus fort pourcentage de muscles blancs ce qui le rend plus apte à des pointes de vitesse. Cependant, la vitesse de pointe de l'espadon a été longtemps surestimée. Une étude sur des grands poissons proches de l'espadon, comme le marlin, a montré qu'elle pouvait au plus être de l'ordre de 40 km/h, ce qui est inférieur aux marlins qui peut atteindre 60 km/h. Par ailleurs, l'espadon ne pourrait dépasser des vitesses de 50 km/h sans expérimenter de cavitation. Ainsi, il ne nagerait qu'exceptionnellement à plus de 30 km/h.

## Alimentation
L'espadon est un prédateur qui se sert de son excellente vision, adaptée à un large spectre de luminosité, pour chasser ses proies aussi bien la nuit que le jour, et jusqu'à des profondeurs importantes. Il se nourrit essentiellement de poissons, mais aussi de crustacés et de calmars. Contrairement à une opinion répandue mais infondée, il ne se sert pas de son rostre pour embrocher ses proies (ce qui l'empêcherait de les ingérer) mais pour les blesser et affoler avant de les avaler.

## Habitat et répartition

Répartition géographique de l'espadon.

L'espadon est un poisson pélagique, essentiellement océanique, qui vit généralement entre 200 et 600 m de profondeur et dans des eaux à la température comprise entre 18 et 22 °C (un peu moins en Méditerranée).
On le retrouve dans les eaux tropicales et tempérées des océans du monde entier. Il est ainsi présent dans les océans Atlantique, Pacifique et Indien, ainsi que dans des mers comme la mer Méditerranée, la mer Noire et la mer de Marmara.
Très mobile, l'espadon migre souvent vers des eaux plus chaudes en hiver et plus froides en été.

## Parasites
Comme la plupart des poissons, l'espadon est l'hôte de nombreux parasites, dont des cestodes, digènes, monogènes, nématodes et copépodes. Treize taxa de parasites ont été identifiés sur ou dans les espadons de Méditerranée. Certains parasites, en particulier les larves d’Anisakis spp. identifiées par des marqueurs génétiques, pourraient être utilisés comme « marqueurs biologiques » et soutenir l’existence d’un stock d’espadon de Méditerranée.

## L'espadon et l'Homme

### Pêche

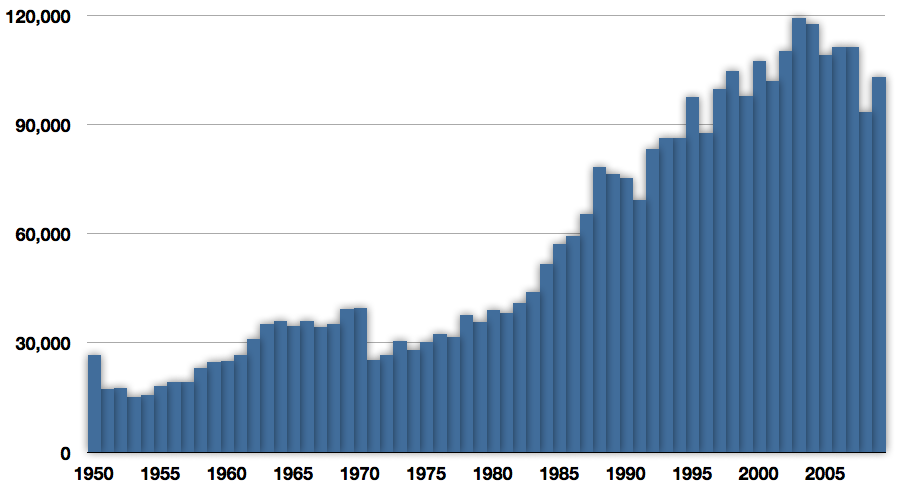
Volume en tonne d'espadons pêchés dans le monde entre 1950 et 2009 selon la FAO.

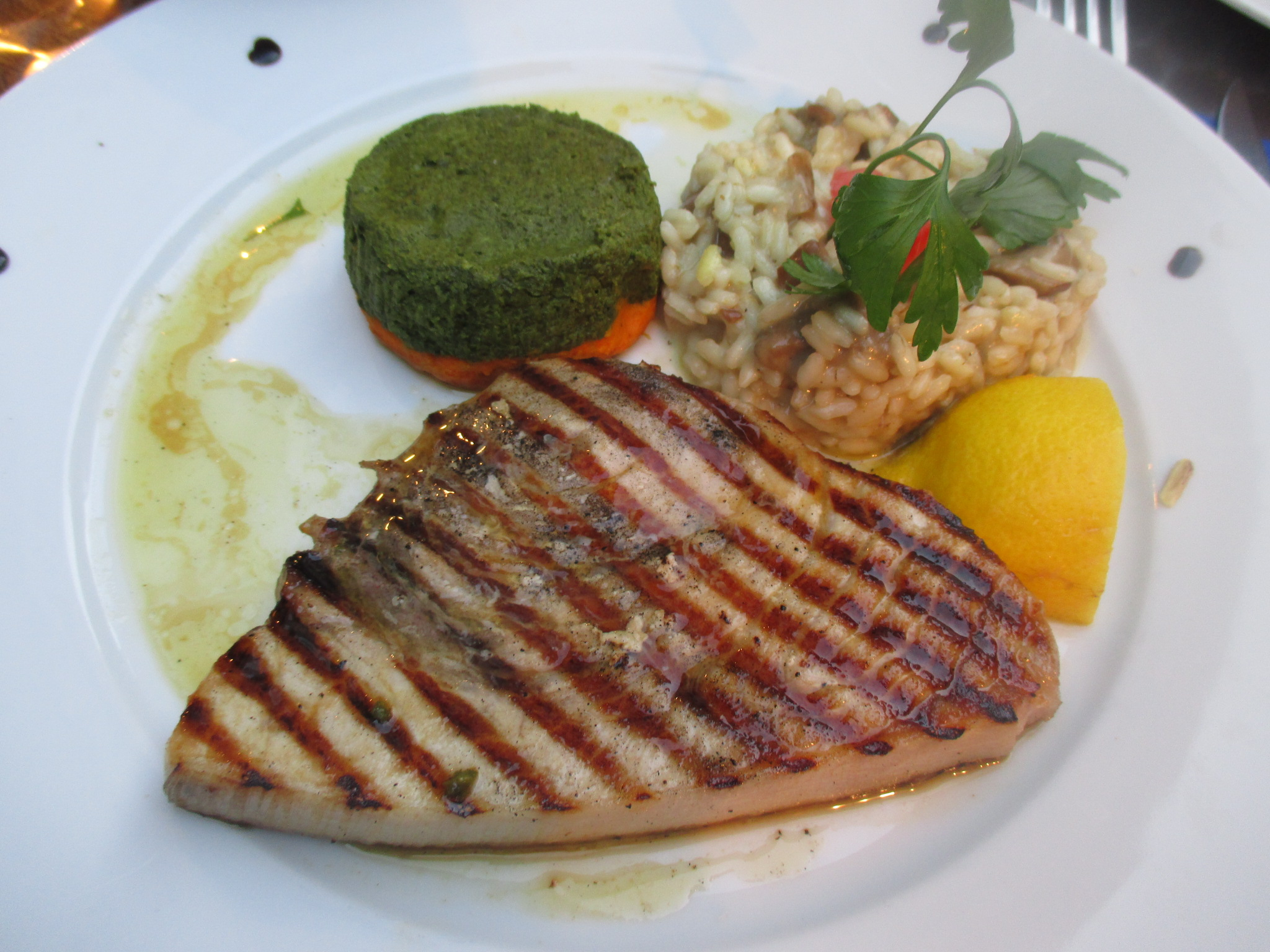
Espadon grillé (poisson (aliment)).

L'espadon était déjà pêché il y a plus de 3 500 ans dans le détroit de Messine, entre le XVIIe et le XVe siècle avant notre ère comme le témoigne la découverte d'os d'espadon dans des villages datant de l'âge du bronze.
L'espadon est l'un des poissons préférés des pêcheurs. La vitesse, la force, le poids et la silhouette célèbre de l'espadon en ont fait l'une des cibles préférées de la pêche sportive à la ligne.

### Utilisation alimentaire
L'espadon est l'un des poissons les plus recherchés dans le monde pour sa chair. Il est catégorisé dans les poissons semi-gras. Les analyses halieutiques ont toutefois montré que sa chair contient souvent des doses souvent élevées de mercure et fait aussi (comme certains autres grands prédateurs pélagiques) partie des espèces naturellement riches en histamine, susceptible de déclencher des intoxications alimentaires (scombrotoxisme) à la suite de la conversion de l'histidine en histamine (par l'action de décarboxylases microbiennes en cas de rupture de la chaine du froid).

### Protection
Depuis 1991, la Commission internationale pour la conservation des thonidés de l'Atlantique (CICTA) a multiplié les recommandations et établi des quotas de prises par pays, ainsi que des minima de taille et d'âge. Mais ces poissons continuent à être capturés jeunes, et l'état des stocks s'en ressent.

### Dans la culture
La confusion fréquente entre l'espadon et le marlin est très ancienne. Déjà, la première édition française du Vieil Homme et la Mer parlait d'un espadon, alors qu'Hemingway, lui, parlait bien d'un énorme marlin.

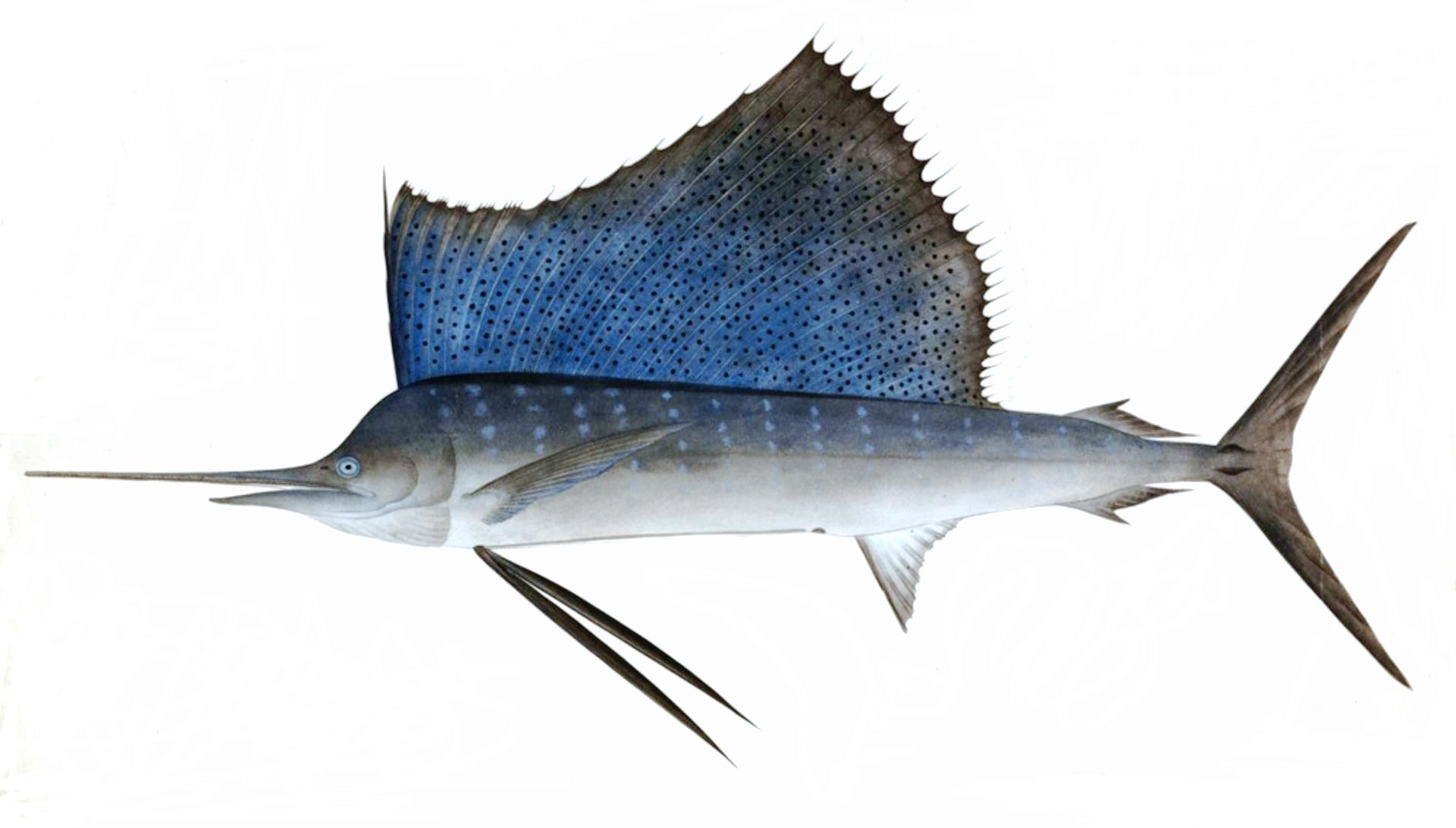
Illustration d'un marlin voilier (Istiophorus platypterus) : les marlins sont plus gros que les espadons mais ont le rostre bien plus court, et vivent plutôt près de la surface. Il en existe 11 espèces différentes.

## Galerie

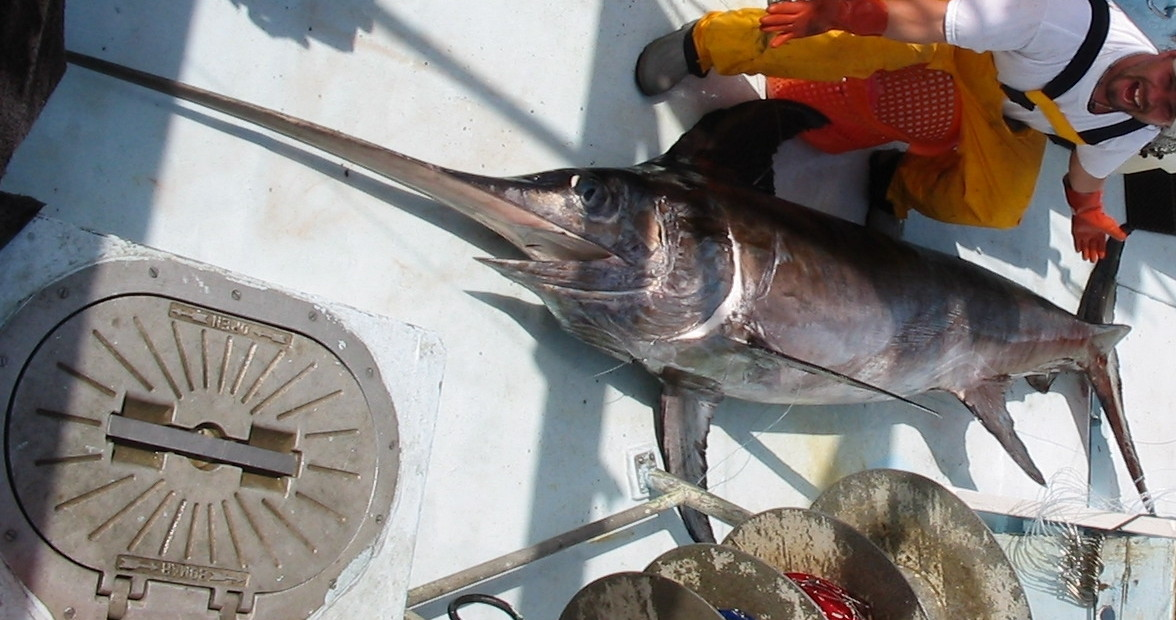
Grand espadon (Xiphias gladius) sur le pont pendant des opérations de pêche à la palangre.
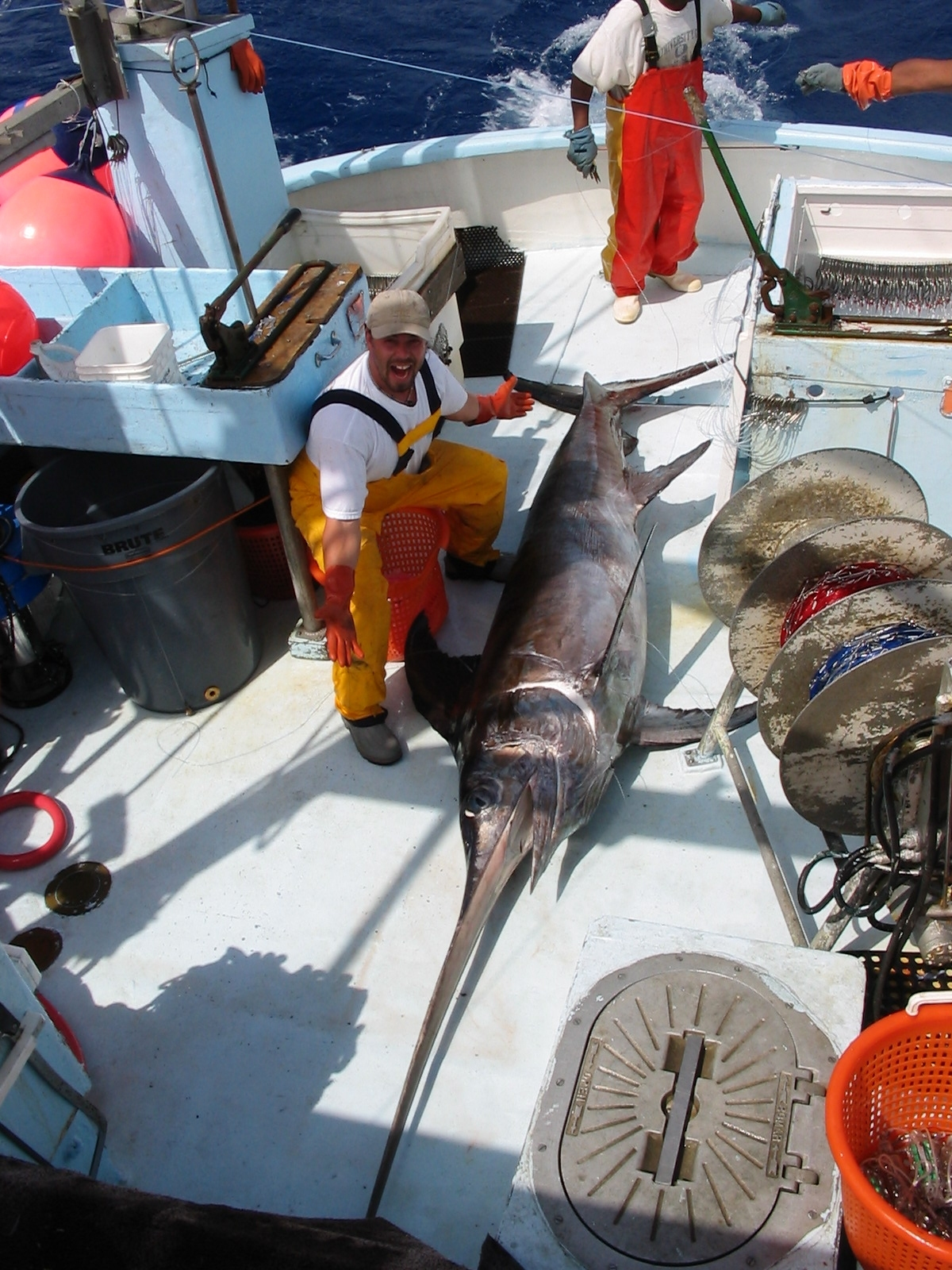
Grand espadon (Xiphias gladius).
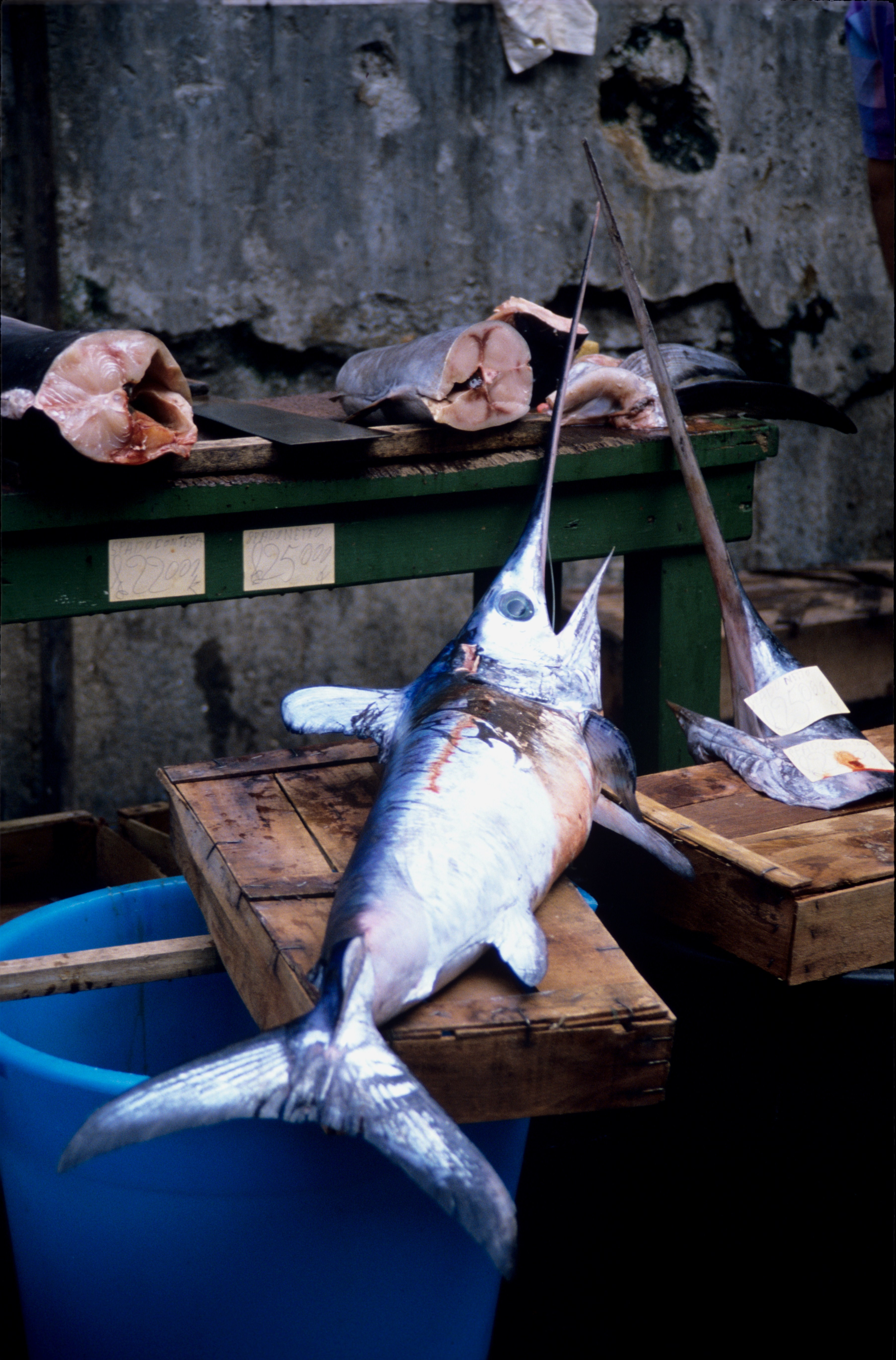
Espadon débités à Catane en Sicile.
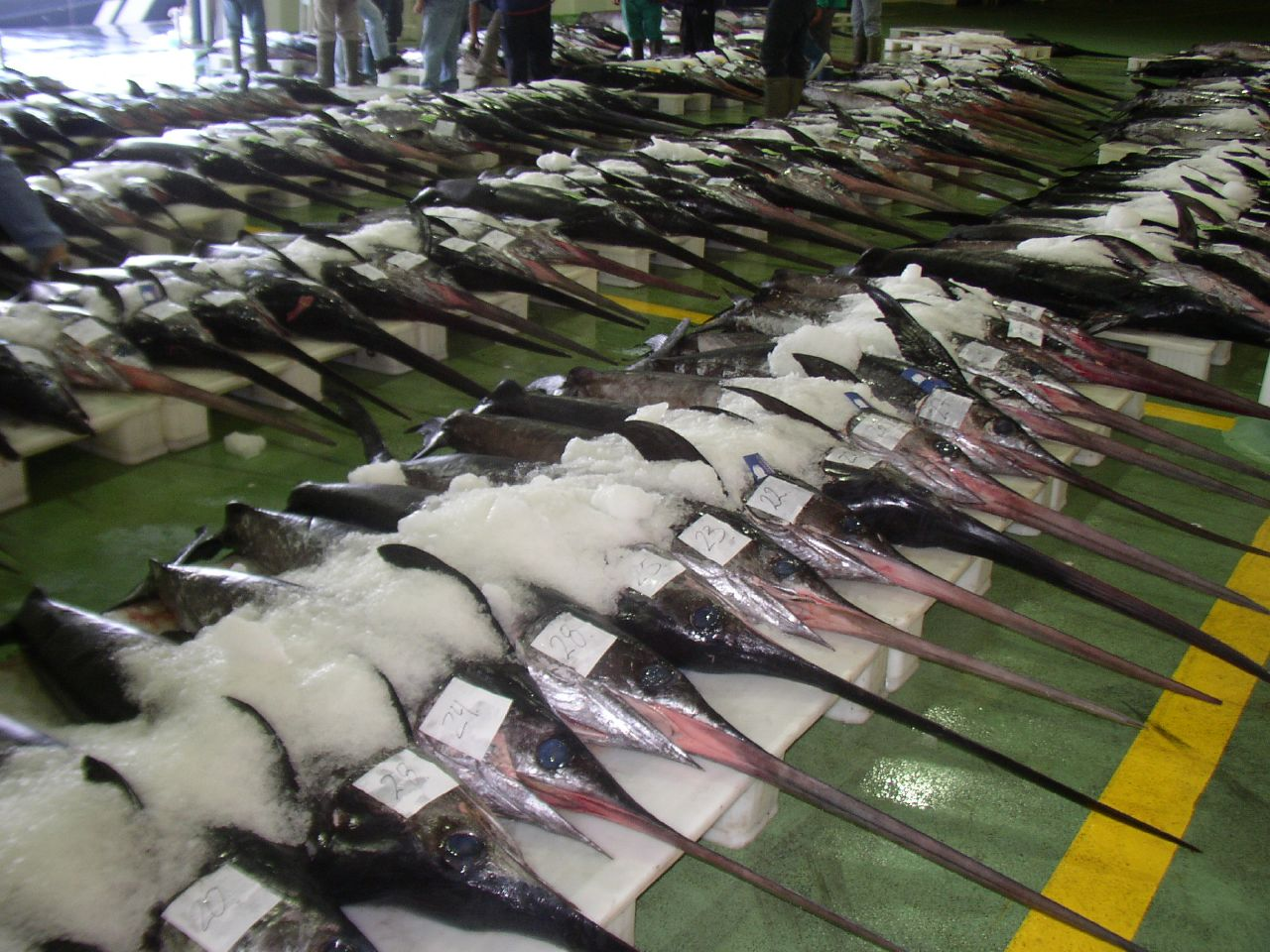
Espadons au marché aux poissons de Vigo.
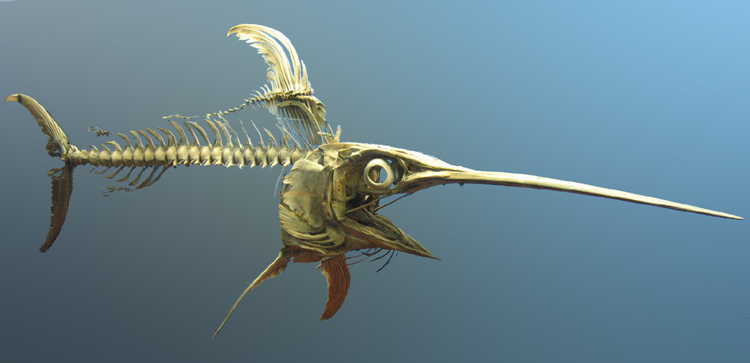
Squelette d'espadon au musée national d'histoire naturelle des États-Unis.